# Zeulenroda unterer Bahnhof
Zeulenroda unterer Bahnhof is een spoorwegstation in de Duitse plaats Zeulenroda-Triebes. Het station werd in 1883 geopend.